# Maria Mambo Café
Maria Mambo Café (* 6. Februar 1945 in Cabinda, Portugiesisch-Kongo; † 1. Dezember 2013 in Lissabon, Portugal) war eine angolanische Wirtschaftswissenschaftlerin und Politikerin (MPLA).

## Leben und Wirken
Maria Mambo Café wurde in der ölreichen Provinz Cabinda geboren, die heute als Exklave zum Staatsgebiet Angolas gehört. Nach ihrer Schulausbildung studierte Café Wirtschaftswissenschaften in der Sowjetunion. Sie schloss das Studium 1968 ab.
Nach ihrer Rückkehr engagierte sich Café für die angolanische Befreiungsbewegung Movimento Popular de Libertação de Angola (MPLA). Diese hatte bis zur Unabhängigkeit Angolas 1975 ihr Hauptquartier in Kinshasa (Dem. Republik Kongo) bezogen. Dort übernahm sie verschiedene Aufgaben für die MPLA. Sie war zudem 1974/75 bei den Verhandlungen zwischen den Befreiungsorganisationen MPLA, FNLA und Unita dabei und unterzeichnete auch für die Organisation am 15. Januar 1975 das Alvor-Übereinkommen.
Nach der Unabhängigkeit Angolas widmete sich Café vor allem der angolanischen Politik und diente dem Staat in zahlreichen unterschiedlichen Ämtern. Café galt als treues MPLA-Mitglied, die sich, wie das Politbüro der MPLA formulierte, „ganz der Sache Angolas“ gewidmet habe. 1977–1978 übernahm sie das Amt der stellvertretenden Handelsministerin. Zwischen 1982 und 1986 leitete sie das Ressort für soziale Angelegenheiten. 1986 stieg sie zur Vize-Premierministerin auf und übernahm zudem das Ressort für Wirtschaftsangelegenheiten. 1990 verwaltete Café kurzzeitig die umstrittene Exklave Cabinda als Gouverneurin, bevor sie diese Position im selben Jahr wieder verließ.
Laut Medienberichten gehörte sie bis zu ihrem Tod zu den 100 reichsten Angolanern mit einem Vermögen von mehr als 100 Millionen US-Dollar. Sie gehörte unter anderem verschiedenen Aufsichtsgremien staatlicher und privater Unternehmen Angolas an, u. a. hatte sie den Vorsitz der Aktionärsversammlung der Bank BCI inne. Medien berichten auch über spontan vergebene Kredite in Höhe von 10 Millionen US-Dollar zu Gunsten Cafés der Banco Espírito Santo Angola.
Café starb im Alter von 68 Jahren in Lissabon (Portugal). Sie wurde auf dem Friedhof Alto das Cruzes in Luanda (Angola) beerdigt. Zu Ehren Cafés soll der neuzubauende Flughafen von Cabinda dem Namen „Maria Mambo Café Airport“ erhalten.